# Scalable Link Interface
Scalable Link Interface (SLI) ist eine Multi-GPU-Technik von Nvidia, die die Zusammenschaltung von zwei oder mehr Grafikchips zur Leistungssteigerung beim Rendern (SLI Frame Rendering) oder den Einsatz von bis zu vier Bildschirmen (SLI Multi View) ermöglicht.
Theoretisch entspricht die Renderleistung je nach Betriebsmodus im Mittel der Rechenleistung des langsamsten Grafikprozessors mal die Anzahl der verwendeten Grafikprozessoren. Bei zwei baugleichen Grafikkarten wird somit eine theoretische Verdoppelung der Rechenleistung erreicht, in der Praxis sind allerdings Leistungssteigerungen von etwa 30 bis 90 % möglich – bei manchen Anwendungen ist die Rechenleistung allerdings niedriger als bei einer einzelnen Grafikkarte.

## Geschichte
Erstmals gebraucht wurde der Begriff SLI als Scan Line Interleave schon 1998 beim früheren Grafikchip-Hersteller 3dfx, der die Kopplung mehrerer seiner Grafikchips (Voodoo Graphics, Voodoo 2 und VSA-100) ermöglichte. Nvidia SLI wurde erst im Jahre 2004 eingeführt. Bis auf die Abkürzung und die Idee, unter SLI Frame Rendering die Rechenlast auf zwei oder mehr Grafikchips zu verteilen, haben aber beide Verfahren nichts miteinander gemeinsam, obwohl der Begriff SLI nach der Übernahme von 3dfx durch Nvidia weiterverwendet wurde.
Bevor Nvidia SLI veröffentlichte, versuchte es der Grafikchiphersteller ATI schon mit Alternate Frame Rendering.
Die heutige verbesserte Multi-GPU-Technik von ATI nennt sich „Crossfire“ und unterscheidet sich teilweise von Nvidias SLI-Technik.
Auch der Hersteller XGI stellte 2003 zwei Grafikkarten mit Multi-GPU-Technik vor.
Mit der Einführung der Turing-CUDA-Kern-Generation bei Halbleitern und Grafikkarten (RTX-Modelle) hat Nvidia schließlich die SLI-Technik gegen die neuere und wesentlich leistungsfähigere NVLink-Technologie getauscht. Jedoch sind entsprechend herausgeführte Bus-Signale zumeist nur bei den Top-Modellen zu finden, da es typisch sinnvoller ist, erst die technischen Möglichkeiten auf einem Board voll auszureizen, bevor ein System mit multiplen Grafikhalbleitern bemüht wird. Dieser Nachfolger ist derzeit im Massenmarkt nur für Systeme mit genau zwei Karten, die mit einer Brücke verbunden werden, umgesetzt worden. Lediglich Hochleistungs-Workstations, wie etwa Modelle aus der DGX-Serie oder Rechenknoten mit Power+ Hauptprozessoren, erlauben z. B. mit dem SXM/SXM2-Modulstandard (an Stelle von PCI-E) für den Grafikhalbleiter eine deutlich größere NVLink-Konnektivität.

## Voraussetzungen
Voraussetzung zur Nutzung von SLI sind zum einen eine Hauptplatine mit einem SLI-fähigen Chipsatz und zum anderen mehrere SLI-fähige Grafikkarten, sei es als Onboard-Grafik oder über zusätzliche PCI-E-Steckplätze. Bisher beschränkt NVIDIA die Nutzung von SLI weitgehend auf die eigenen Chipsätze, die zudem noch das Kürzel SLI tragen müssen. Nur der von Intel angekündigte Nehalem-Chipsatz X58 kann vom Hersteller gegen Zahlung einer Lizenzgebühr an NVIDIA für SLI freigeschaltet werden. Für diese Beschränkung gibt es keinerlei technische Gründe – es ist eine reine Marketing-Entscheidung von Seiten NVIDIA. Es gibt modifizierte Treiber, die die Verwendung von SLI auch auf anderen Chipsätzen ermöglichen. Diese sind aber meistens veraltet und es gibt momentan keine Bestrebungen SLI-kompatible Treiber der neusten Generation freizuschalten, da neue Treiber zu regelmäßig erscheinen und sich der Aufwand dafür nicht lohnt.
Anfänglich war zum Verbinden der Karten eine spezielle SLI-Bridge (zu deutsch „Brücke“) nötig, so dass nur Grafikkarten, die diese Anschlüsse besitzen, miteinander verbunden werden konnten. Zwischenzeitlich hat NVIDIA SLI auch für Karten ohne diesen Anschluss ermöglicht, der notwendige Datenaustausch zwischen den Karten wird dabei über PCI-Express abgewickelt. Da dieser Bus in der Bandbreite begrenzt ist, ist diese Art von SLI nur bei relativ langsamen Grafikkarten sinnvoll, schnellere Karten sollten nach wie vor besser über die SLI-Bridge verbunden werden.
SLI funktioniert nur mit identischen Grafikchips. Teilweise muss es sogar die exakt gleiche Grafikkarte mit identischer BIOS-Version sein. Mit neueren Treibern wird aber die SLI-Funktion zunehmend flexibler. Es ist außerdem zu beachten, dass bis zur Nvidia Treiberversion 180.xx bei Aktivierung des SLI Frame Rendering nur ein Monitorausgang funktionierte. Mittlerweile können bei aktivem SLI Frame Rendering auch mehrere Monitore genutzt werden.

### Problem der Mikroruckler
Sowohl Crossfire als auch SLI setzt vorwiegend auf Alternate Frame Rendering. Dabei kommt es aber derzeit oft zu dem Phänomen, dass jedes zweite Frame sehr viel länger berechnet wird als das vorherige. Dadurch kommt es zu einem ungleichmäßigen Spielfluss, der besonders bei relativ niedrigen Frameraten störend ist und auch oft als „Mikroruckler“ bezeichnet wird. Durch diesen Umstand benötigen Karten im SLI-Modus (also auch Dual-GPU-Karten) in den betreffenden Spielen deutlich höhere Durchschnitts-Frameraten als eine einzelne Karte, um fürs Auge immer noch eine relativ ruckelfreie Darstellung zu gewährleisten.
Mit den neusten Treibern wurde die Problematik der Mikroruckler abgeschwächt. Hierbei wird das sehr schnell berechnete Frame bei der Ausgabe an den Bildschirm durch ein Zwischenpuffern leicht verzögert. Die Frame-Raten werden dadurch wieder gleichmäßiger und die maximalen Latenzen zwischen zwei aufeinander folgenden Frames werden kleiner, da die Wartezeit auf den nachfolgenden, langsam berechneten Frame reduziert wird. Durch dieses Workaround treten deutlich weniger Mikroruckler auf und die Spiele werden besser spielbar, sogar dann wenn die durchschnittliche FPS-Zahl leicht absinkt. Die benutze Verzögerungszeit erhöht allerdings für das schneller berechnete Bild künstlich die Latenzzeit vom Anstoßen der Bildberechnung bis zu ihrer Darstellung.

## Betriebsmodi
SLI kennt folgende Betriebsmodi:
- SLI Frame Rendering:
  - Compatibility Mode (Kompatibilitätsmodus). Im Kompatibilitätsmodus arbeitet nur eine Karte beziehungsweise ein Grafikchip, einen Leistungszuwachs gibt es daher nicht.
  - Alternate Frame Rendering (AFR)
  - Split Frame Rendering (SFR)
- SLI Multi View:
  - Multi View zum Ansteuern von 4 und mehr Monitoren. (Grafikkarten arbeiten in diesem Modus unabhängig voneinander.)
- Nvidia Surround (ab GeForce GTX 260)
  - Surround Technologie. Bei Verwendung von zwei oder drei GPUs im SLI-Betrieb können dabei mehr als zwei Monitore (3 Monitore) angesteuert werden. Im Gegensatz zum Multi View-Ansatz muss dabei nicht auf SLI Frame Rendering verzichtet werden.
  - 3D Vision Surround. Bei Verwendung von zwei bis drei GPUs im SLI-Betrieb (also auch bei DUAL-GPU-Karten wie etwa GTX-590) können drei Monitore zur Ausgabe von stereoskopischen Bildinhalten genutzt werden.

Die folgende Tabelle liefert einen Überblick über die maximale theoretische Bandbreite für Datentransfer in Abhängigkeit von der Type der Brücke, wie sie am freien Markt zu finden sind:
| Taktrate der Brücke | 400 MHz (Standard-Brücke) | 540 MHz (LED-Brücke) | 650 MHz (HB-Brücke) |
| ------------------- | ------------------------- | -------------------- | ------------------- |
| Einfache Brücke     | 1 GB/s                    | 1,35 GB/s            | 1,625 GB/s          |
| Doppelte Brücke     | 2 GB/s                    | 2,7 GB/s             | 3,25 GB/s           |

## SLI-Grafikchips
Folgende Grafikchips unterstützen SLI:
- GeForce 6150
- GeForce 6200-Serie (nur als Slave-Karte)
- GeForce 6600-Serie
- GeForce 6800-Serie
- GeForce 7xx0
- GeForce 8x00-Serie
- GeForce 9x00-Serie
- GeForce 2xx-Serie
- GeForce 4xx-Serie
- GeForce 5xx-Serie
- GeForce 6xx-Serie
- GeForce 7xx-Serie
- GeForce 9xx-Serie
- GeForce 10xx-Serie
- GeForce Titan-Serie
- GeForce RTX Titan
- Geforce RTX 2080 Super / 2080 Ti
- GeForce RTX 3090
- Quadro FX 540
- Quadro FX 1400
- Quadro FX 3450
- Quadro FX 4400
- Quadro FX 4500
- Quadro K 5000

Man benötigt zwar noch Grafikkarten mit dem gleichen Grafikchip, jedoch nicht mehr desselben Herstellers (Ausnahme: Quadro-FX-Serie und RTX-Serie).

## Dual-GPU-Grafikkarten
Zusätzlich gibt es Grafikkarten, die bereits mit zwei Grafikchips bestückt sind und somit bereits im SLI-Modus laufen.
So kann man auch mit nur einem Steckplatz für Grafikkarten auf der Hauptplatine ein Multi-GPU-System verwirklichen, bei zwei Steckplätzen ist dann Quad-SLI möglich.
Am 6. Juni 2006 stellte NVIDIA die erste Multi-GPU-Karte „7950 GX2“ für den Massenmarkt vor. Die „2“ am Ende des Namens weist auf die zwei 7900GT-GPUs hin; diese laufen jedoch deutlich unterhalb des Referenztakts einer einzelnen 7900GT-Karte, da die zwei vorhandenen Kühlkörper für die sonst entstehende Abwärme zu klein dimensioniert wären.
Im März 2008 stellte nVidia wieder eine Dual-GPU-Grafikkarte unter dem Namen Geforce 9800 GX2 vor. In der 200er Serie wurde der Name nicht fortgeführt, sondern die Dual-GPU-Karte der Serie ist die Geforce GTX 295. nVidia setzte dabei wieder auf das gleiche Designprinzip und verbaute die GPUs auf zwei miteinander verbundenen Platinen. Anstatt zweier Kühler verbaute man diesmal jedoch einen gemeinsamen Kühler, der sich zwischen den beiden Platinen befindet. Entsprechende Aussparungen in den Platinen sorgen für die Luftzufuhr zum Lüfter.
Die Dual-GPU-Karte erzielt dank ihren zwei GPUs eine höhere Leistung als bisherige Einzelkarten, da sie praktisch schon von Werk aus SLI besitzt. Allerdings ist auch der Stromverbrauch dementsprechend hoch und die Effizienz deutlich niedriger als bei einer Einzelkarte.

## Quad-SLI
Wenn man zwei Nvidia Dual-GPU-Grafikkarten zusammenschaltet (Ausnahmen: Asus EN7800GT DUAL, Gigabyte Dual 6600GT), erhält man ein Vierfach-SLI-System (Quad-SLI). Allerdings bleibt der Leistungszuwachs eher enttäuschend, vor allem wenn man die hohen Kosten für so eine Konfiguration betrachtet. Auf der CeBIT 2006 gab es erste leistungsgewinnende, stabile Quad-SLI-Systeme zu sehen.

## 3-way SLI

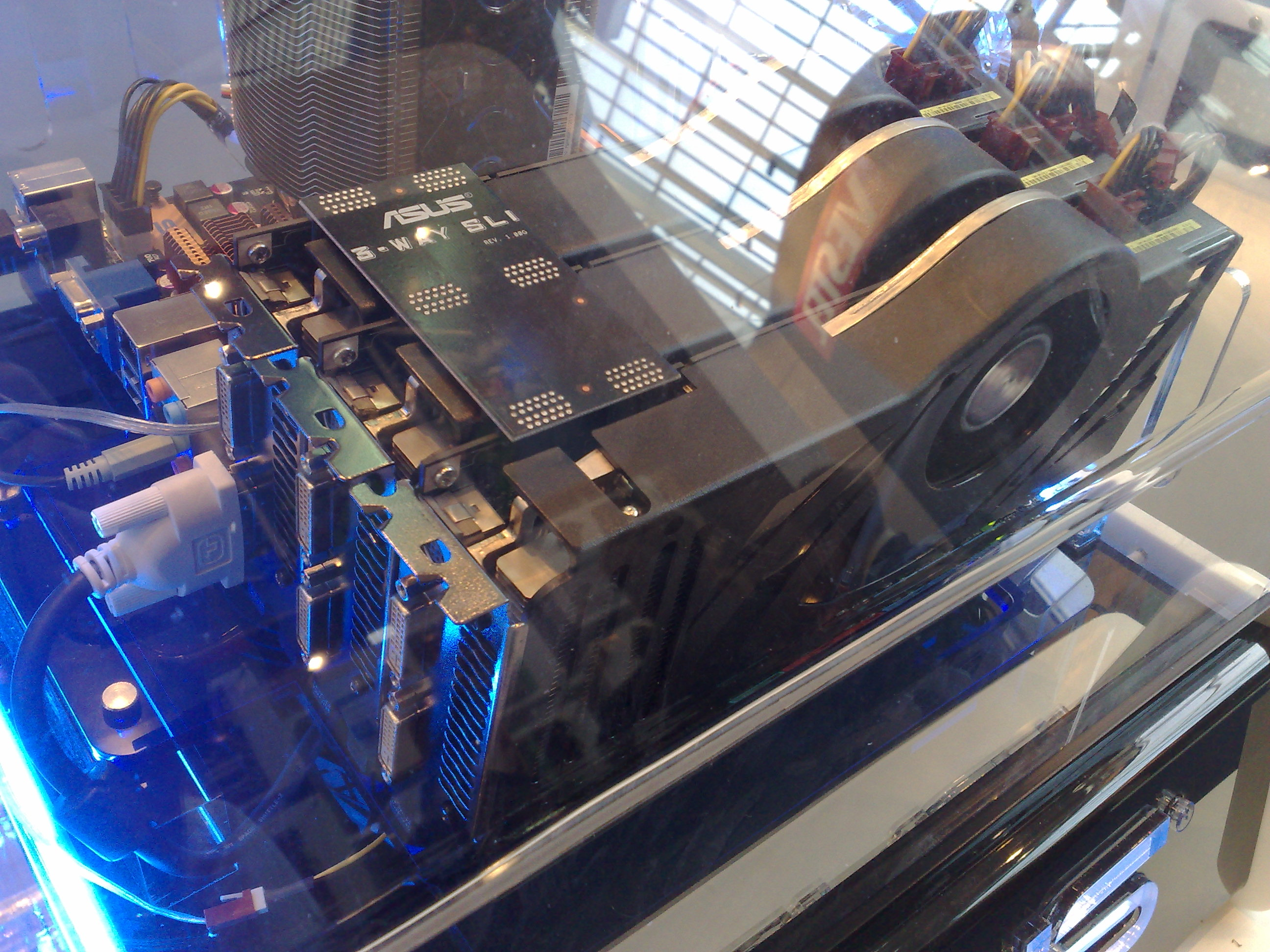
3-way SLI von GeForce-8800-Ultra-Grafikkarten

3-way SLI (Triple-SLI) ermöglicht den Anschluss von drei Nvidia GeForce-Grafikkarten des gleichen Modells mit 3-way-SLI-Unterstützung über eine spezielle SLI-Bridge in einem System. Die ersten Chipsätze, die 3-way-SLI unterstützen, sind der nVIDIA nForce 680i SLI, nForce 780i SLI, nForce 780a SLI, der nForce 790i SLI sowie der nForce 790i Ultra SLI.
Folgende Grafikkarten unterstützen 3-way SLI:
- Geforce 8800 GTX und GeForce 8800 Ultra
- GeForce 9800 GTX (+) sowie die GTS 250
- Geforce GTX 260, GTX 275, GTX 280 und Geforce GTX 285
- Geforce GTX 465, GTX 470, GTX 480
- Geforce GTX 570, GTX 580
- Geforce GTX 670, GTX 680
- Geforce GTX 770, GTX 780
- Geforce GTX 970, GTX 980
- Geforce GTX Titan, GTX Titan X

## 4-way SLI
Neben Quad-SLI (bestehend aus zwei Dual-GPU-Grafikkarten), gibt es auch 4-way-SLI, das ist aber nicht mit Quad-SLI zu verwechseln. 4-way-SLI wird realisiert durch vier Nvidia GeForce-Grafikkarten des gleichen Modells mit 4-way-SLI Unterstützung, einer 4-way-SLI-unterstützender Hauptplatine und über eine spezielle SLI-Bridge. Dadurch, dass vier PCI-Express-x16-Steckplätze der Hauptplatine benötigt werden, aber nicht genügend PCI-Express-Lanes des Chipsatz zur Verfügung stehen, wird bei 4-way-SLI öfter auf sogenannte „Brücken-Chips“ zurückgegriffen. Diese Brücken-Chips (z. B. Nvidia NF200) verhelfen dazu, dass genügend Lanes zur Verfügung stehen und keine Leistung verloren gehen soll.
Folgende Grafikkarten unterstützen 4-way-SLI:
- EVGA Geforce GTX 285 Classified
- Geforce GTX 465, GTX 470, GTX 480 (ab Geforce Treiber 197.75 WHQL)[7]
- Geforce GTX 580
- Geforce GTX 680
- Geforce GTX 780
- Geforce GTX 980
- Geforce GTX Titan

## Hybrid-SLI
Mit Hybrid-SLI ist es möglich, bei einer Low-Cost-Grafikkarte die GPU im Chipsatz hinzuzuschalten und diese dann im SLI-Modus zu betreiben. Dieses Feature wird von nVidia „GeForce Boost“ genannt. Zudem kann man die Chipsatz-GPU im 3D-Modus ganz abschalten (das ist bei stärkeren Grafikkarten nötig, da sonst die Chipsatz-GPU die externe Grafikkarte ausbremsen würde) und nur die externe Grafikkarte rendern lassen. Im Windows-Betrieb wird dann wieder auf die Chipsatz-GPU umgeschaltet und die externe Grafikkarte deaktiviert. Dieses Verfahren nennt NVIDIA „HybridPower“. Erste Chipsätze, die Hybrid-SLI unterstützen, sind 730a, 750a SLI und 780a SLI für die AMD-Plattform. Allerdings muss aber die Grafikkarte, um von der HybridPower-Steuerung abgeschaltet werden zu können, einen SMBus aufweisen. Die ersten Grafikkarten, die HybridPower unterstützten, sind demnach die GeForce 9800 GX2 und Geforce 9800 GTX. GeForce Boost wird von den Low-Cost Grafikkarten der GeForce-8-Serie, Geforce-9-Serie und Nvidia-Geforce-9M-Serie unterstützt. Hybrid-Power wurde lediglich für Windows Vista bis zur Beta-Phase entwickelt, wurde dann aber mit der Begründung, dass der Aufwand für das Testen der Kompatibilität der jeweiligen Platinen mit den Grafikkarten zu hoch sei und sich somit die Kosten bei dem eher verhaltenen Kundeninteresse nicht rechnen, eingestellt. Da Nvidia sich aus dem Chipsatzgeschäft immer weiter zurückzieht und die beiden großen x86-CPU-Hersteller die GPU in die CPU integrieren, wird auch die „GeForce Boost“-Technologie nicht mehr weiter entwickelt.
Eine Abwandlung der Nvidias „HybridPower“-Technik und Intels „Switchable Graphics“ gibt es für mobile Grafikchips, die sogenannte „Optimus“-Technologie. Dabei wird zwischen dedizierter GPU von Nvidia und Intels integriertem Grafikchip je nach Lastfall hin und her geschaltet. Die Befehle zum Umschalten gibt dabei Nvidias Grafiktreiber, dem Nvidia eine Liste von 3D-Anwendungen mitgibt, anhand dieser der Treiber beim Starten einer solchen Anwendung auf die dedizierte Nvidia-GPU umschaltet. Diese Funktion steht nur unter Windows 7 und neueren Windows-Betriebssystemen zur Verfügung.